# فهرست مراکز آموزش عالی شهر همدان

## مراکز دانشگاهی
| نوع دانشگاه          | نام                                                                                            | سایت رسمی                                                | توضیحات |
| -------------------- | ---------------------------------------------------------------------------------------------- | -------------------------------------------------------- | --- |
| دولتی                | بوعلی سینا                                                                                     | سایت رسمی                                                | نخستین گام ایجاد دانشگاه بوعلی سینا در اسفند ۱۳۵۱ خورشیدی برداشته شد و از مهر ماه ۱۳۵۳ پذیرش دانشجو و فعالیت آن رسماً آغاز شد. این دانشگاه دارای ۸ دانشکده شامل: کشاورزی، هنر و معماری، فنی و مهندسی، ادبیات و علوم انسانی، علوم، شیمی، اقتصاد و علوم اجتماعی و پیرادامپزشکی است. |
| دولتی                | دانشگاه علوم پزشکی همدان                                                                       | سایت رسمی بایگانی‌شده در ۱۹ اوت ۲۰۲۰ توسط Wayback Machine | اولین مرحلهٔ ایجاد دانشگاه علوم پزشکی در اسفند ۱۳۵۱ و با نام دانشگاه بوعلی سینا، در زیر مجموعه‌هایی به نام مجتمع آموزشی علوم تندرستی برداشته شد. این مرکز در سال ۱۳۵۴ کار خود را آغاز کرد و در مرحلهٔ بعدی در سال ۱۳۶۵ با تصویب لایحه وزارت بهداشت درمان و آموزش پزشکی، دانشگاه علوم پزشکی همدان شکل گرفت. این دانشگاه دارای ۴ دانشکده شامل: دانشکده‌های، پزشکی، دندانپزشکی، پرستاری و مامائی، بهداشت و پیراپزشکی است. |
| دولتی                | دانشگاه صنعتی همدان                                                                            | سایت رسمی                                                | در سال ۹۰-۸۹ دارای ۸ رشته تحصیلی شامل: برق (کنترل، الکترونیک)، کامپیوتر (سخت‌افزار و فناوری اطلاعات)، مهندسی روباتیک، مهندسی مواد (استخراج)، مهندسی شیمی و مهندسی پزشکی (بیوالکتریک) بوده‌است. |
| دولتی                | " style="width:7em; border-bottom:solid 3px #6688BB;" "\|دانشگاه جامع علمی کاربردی استان همدان | سایت رسمی                                                | دارای ۲۴ مرکز آموزش علمیکاربردی در سطح استان می‌باشد و ستاد مرکزی استان همدان واقع در خیابان هنرستان می‌باشد. |
| تربیت معلم           | مرکز تربیت معلم شهید مقصودی همدان                                                              | سایت رسمی                                                | در سال ۹۰-۸۹ این مرکز دارای ۷۰۰ دانشجو بوده‌است. |
| تربیت معلم           | دانشگاه تربیت معلم باهنر                                                                       | -                                                        | - |
| تربیت معلم           | دانشگاه تربیت معلم ابن سینا                                                                    | -                                                        | |
| دانشگاه فنی و حرفه‌ای | دانشکده فنی مفتح همدان                                                                         | سایت رسمی                                                | - |
| دانشگاه فنی و حرفه‌ای | دانشکده فنی جباریان همدان                                                                      | -                                                        | |
| آزاد                 | آزاد اسلامی همدان                                                                              | سایت رسمی                                                | در حال حاضر این واحد با تعداد نزدیک به ۱۴ هزار نفر دانشجو و ۱۰۴ رشته و با حدود ۲۳ هزار نفر فارغ‌التحصیل، در ردیف بزرگترین واحدهای دانشگاهی و از لحاظ درجه بندی به عنوان (واحد بسیار بزرگ نوع الف) قرار گرفته است. این دانشگاه دارای ۴ دانشکده شامل: علوم انسانی، فنی مهندسی، هنر و معماری و علوم پایه است. |
| غیره                 | دانشگاه پیام نور همدان                                                                         | سایت رسمی                                                | در سال ۱۳۶۷ خورشیدی تأسیس شده‌است. |
| غیره                 | دانشکده غیرانتفاعی عمران و توسعه همدان                                                         | -                                                        | |
| غیره                 | دانشگاه جامع علمی کاربردی استان همدان                                                          | -                                                        | [ ۲ ] |

## حوزه‌های علمیه
| نوع مرکز آموزشی | نام                       | سایت رسمی | توضیحات |
| --------------- | ------------------------- | --------- | --- |
| حوزه علمیه      | مدرسهٔ علمیهٔ آخوند         | -         | معروفترین مدرسهٔ علمیه همدان است و در سال ۱۲۵۳ هجری قمری تأسیس شده‌است. این مدرسه دارای دو قسمت بیرونی و اندرونی و ۲۵ حجره می‌باشد.                                                     |
| حوزه علمیه      | مدرسهٔ علمیهٔ خواهران همدان | -         | روبه‌روی مدرسهٔ علمیهٔ آخوند قرار دارد. این مدرسه بعد از انقلاب اسلامی تأسیس گردیده‌است.                                                                                                 |
| حوزه علمیه      | مدرسهٔ علمیهٔ زنگنه         | -         | این مدرسه در عهد صفویه توسط شیخ علیخان زنگنه از وزرای شاه عباس دوم وقف طلاب علوم دینی گردیده و از آن تاریخ به بعد مرکز تعلیم علوم اسلامی و تربیت عالمان دینی در منطقه به شمار می‌آید. |
| حوزه علمیه      | مدرسهٔ علمیهٔ دامغانی       | -         | در جوار امامزاده عبدالله قرار دارد و دارای کتابخانه و دو سالن تدریس و تعدادی حجره است.                                                                                               |